# Pilocrocis anigrusalis
Pilocrocis anigrusalis là một loài bướm đêm trong họ Crambidae.